# Drummond Hoyle Matthews
Drummond »Drum« Hoyle Matthews, angleški geolog in geofizik, * 5. februar 1931, † 20. julij 1997.
Matthews je deloval na Univerzi v Cambridgeu. Leta 1963 je s svojim učencem Vineom potrdil Hessovo teorijo o nastanku novih kamnin sredi Atlantskega oceana, kar je potrdilo tudi Wegenerjevo teorijo o premikanju celin.
Njegovo delo skupaj z Vineom in Morleyjem je pripomoglo k boljšemu razumevanju sprememb magnetnih značilnosti oceanske skorje in tektonike plošč.
Matthewsa so leta 1974] izbrali za člana Kraljeve družbe v Londonu. Leta 1977 je skupaj z Vineom prejel Medaljo in nagrado Charlesa Chreeja Fizikalnega inštituta (IoP).